# Potrero de Alcántar
Potrero de Alcántar es un rancho perteneciente al municipio de Álamos ubicada en el sureste del estado mexicano de Sonora cercana a los límites divisorios con los estados de Chihuahua y Sinaloa. Según los datos del Censo Poblacional y de Vivienda realizado en 2020 por el Instituto Nacional de Estadística y Geografía (INEGI), Potrero de Alcántar tiene un total de 180 habitantes.